# Breitenfelder SV
Der Breitenfelder SV (offiziell: Breitenfelder Sportverein von 1924 e. V.) ist ein Sportverein aus der Gemeinde Breitenfelde im Kreis Herzogtum Lauenburg in Schleswig-Holstein. Der Verein besitzt Sparten für Fußball, Turnen und Reha, Tischtennis.

## Fußballabteilung
Der Herren-Fußballmannschaft des Vereins gelang im Jahr 2007 der Aufstieg in die  Verbandsliga Schleswig-Holstein und 2011 der Aufstieg in die Schleswig-Holstein-Liga. In der Saison 2011/12 belegte der Verein dort den 18. Platz, der den direkten Wiederabstieg bedeutete. Nach vier weiteren Spielzeiten in der Verbandsliga Süd stieg der Verein 2016 in die Kreisliga Stormarn/Lauenburg ab. Nach dem direkten Wiederaufstieg gelang 2019 der Aufstieg in die Landesliga Holstein.